# Kansas (casa discografica)
La Kansas è stata una casa discografica italiana, attiva a partire dagli anni sessanta.
Il suo logo era una stilizzazione rudimentale di un revolver giallo, attraversato dalla scritta "kansas" in stampatello

## Storia

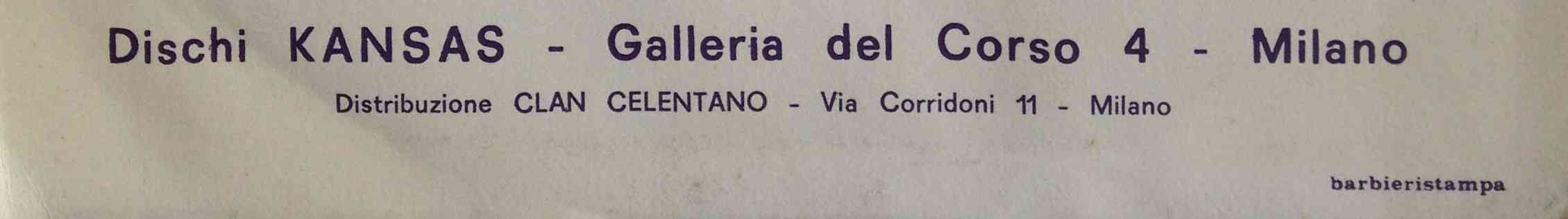
Scritta sul retro di disco Kansas

La Kansas venne fondata a Milano su iniziativa di Domenico Seren Gay e Miki Del Prete nel settembre 1965: il primo un paroliere, editore musicale e pittore torinese (proprietario delle edizioni musicali Kansas) che aveva deciso di entrare nel mondo discografico, e perciò entrato in contatto con Del Prete, personaggio legato al Clan Celentano, nonché amico del cantante.
L'etichetta prese il nome dalle edizioni musicali, ma mentre queste ultime erano situate a Torino (dapprima in via Bologna 7 e poi in Galleria Subalpina 3), la sede della casa discografica venne stabilita a Milano, al momento della fondazione in via Inganni 81 e in seguito in Galleria del Corso 4.
Tra i compositori che collaborarono con l'etichetta, i pianisti Franco Zauli, Italo Salizzato e altri.
Il nome più noto lanciato dalla Kansas è quello del gruppo dei Camaleonti, che per quest'etichetta incisero i primi due album e svariati 45 giri; vi furono però molti altri artisti messi sotto contratto, fra cui: I Ragazzi del Sole, I Flashmen e gli Uh!.
Nel 1970 Del Prete abbandonò l'etichetta e quindi la distribuzione, fino a quel momento affidata al Clan Celentano, passò alla Dischi Ricordi. Dopo qualche anno Seren Gay trasferì la sede a Torino, dove hanno continuato l'attività le edizioni musicali, distribuendo i dischi in modo autonomo.

## Dischi
La datazione qui riportata si basa sull'etichetta del disco o sulla copertina; qualora nessuno di questi elementi abbia una datazione, è basata sulla numerazione del catalogo; talora è, infine, basata sul codice della matrice di stampa. Se esistenti, sono riportati, oltre all'anno, il mese e il giorno (quest'ultimo dato si trova, a volte, stampato sul vinile).

### 33 giri - Serie DMK
| Numero di catalogo | Anno | Interprete     | Titoli                          |
| ------------------ | ---- | -------------- | ------------------------------- |
| DMK 007            | 1966 | Camaleonti     | The Best Records in the World   |
| DMK 008            | 1967 | Camaleonti     | Portami tante rose              |
| DMK 009            | 1968 | Domi Serengay  | Torino piange e ride            |
| DMK 011            | 1969 | Mario Scrivano | Ho provato a morire             |
| DMK 012            | 1969 | Ivana Cosetta  | Dieci volte no, una volta sì... |

### 33 giri - Serie LP
| Numero di catalogo | Anno | Interprete                 | Titoli                      |
| ------------------ | ---- | -------------------------- | --------------------------- |
| LP 1               | 1968 | Mario Pezzotta             | Arrivederci Italia          |
| LP 2               | 1968 | Coro Alpino Italiano       | Canti di montagna           |
| LP 3               | 1968 | Complesso Aljeksandrov     | Canzoni popolari russe      |
| LP 4               | 1969 | Orchestra Giorgio Santiano | Dance with me               |
| LP 5               | 1969 | Orchestra Barimar          | Anni 20                     |
| LP 6               | 1969 | Luciano Virgili            | Recital                     |
| LP 7               | 1969 | A. Gabrieli e P. Elvin     | Romanze e duetti operistici |
| LP 8               | 1970 | Flashmen                   | Cercando la vita            |

### 33 giri - Serie LDM
| Numero di catalogo | Anno | Interprete        | Titoli                  |
| ------------------ | ---- | ----------------- | ----------------------- |
| LDM 17001          | 1971 | Flashmen          | Hydra                   |
| LDM 17002          | 1972 | Uh!               | Gli Uh!                 |
| LDM 17003          | 1972 | Flashmen          | Pensando                |
| LDM 17004          | 1972 | Capricorn College | Orfeo 2000              |
| LDM 17005          | 1973 | Flashmen          | Flashmen                |
| LDM 17009          | 1973 | Paolo Tomelleri   | Paolo Tomelleri (album) |
| LDM 17012          | 1974 | Flashmen          | Sempre e solo lei       |

### 33 giri - Serie 5300
Questo prefisso viene adottato con il passaggio della distribuzione alla Phonogram.
| Numero di catalogo | Anno | Interprete        | Titoli                         |
| ------------------ | ---- | ----------------- | ------------------------------ |
| 5300 501           | 1974 | Flashmen          | I Flashmen                     |
| 5300 502           | 1974 | Capricorn College | LP di primavera                |
| 5300 503           | 1974 | E.A.Poe           | Generazioni (storia di sempre) |
| 5300 504           | 1975 | I Gregor          | I Gregor                       |

### 33 giri - Altre numerazioni
| Numero di catalogo | Anno | Interprete          | Titoli                      |
| ------------------ | ---- | ------------------- | --------------------------- |
| LPARK 68001        | 1972 | Tony Spada          | Canzoni italiane nel mondo  |
| LPARK 68003        | 1973 | Paolo Tomelleri     | Paolo Tomelleri (Orchestra) |
| KAM 801            | 1982 | Tony Verga          | Ti voglio bene              |
| KAM 802            | 1982 | Diego Pepe          | Ieri e oggi                 |
| K DS 12327         | 1985 | Sync Electric Group | My Favourite Music          |
| K DS 12330         | 1985 | Melodic Team        | Le mie musiche preferite    |

### 45 giri - Serie DM (1965-1974)
| Numero di catalogo                               | Anno             | Interprete                                         | Titoli                                                               |
| ------------------------------------------------ | ---------------- | -------------------------------------------------- | -------------------------------------------------------------------- |
| DM 1001                                          | 1965             | Giorgio Bristol                                    | Fuori c'è lui/Ti vedrò                                               |
| dm 1002                                          | 1965             | Camaleonti                                         | Ti saluto/Ti dai troppe arie                                         |
| dm 1003                                          | 1965             | Esecutore non indicato                             | Vocabolario 45 giri super-sprint italiano-tedesco/italiano-inglese   |
| DM 1004                                          | 1965             | Luciano                                            | Se non ti vado più bene/Ti credi grande                              |
| DM 1005                                          | 1965             | Camaleonti                                         | Sha... la la la la/Tu credi in me                                    |
| DM 1006                                          | 1965             | Ringo Montagna                                     | Mi tremano le gambe/Prego che ti innamori di me                      |
| dm 1007                                          | 1966             | Diego Pepe                                         | Se sono in tempo/Se non ti vado bene più                             |
| dm 1008                                          | 1966             | Esecutori vari                                     | A guitar in New York/Cavalcata triste/Segnali di fumo/Lamento gitano |
| dm 1009                                          | 1966             | Camaleonti                                         | I capelloni/Come mai/Io lavoro                                       |
| dm 1010                                          | 1966             | The Rogers                                         | Quanto ho pianto/Se mi lascerai                                      |
| dm 1011                                          | 1966             | Camaleonti                                         | Chiedi chiedi/I ragazzi del Grab/Dimmi ciao                          |
| dm 1012                                          | 1966             | Alessandro Gatti                                   | Addio mia bella addio/Sul ponte di Bassano/Bandiera nera             |
| dm 1013                                          | 1966             | Bruno De Filippi                                   | Acqua in bocca/Com'è bello baciare te                                |
| dm 1014                                          | 1966             | Johnny Charles                                     | Paint it black/Opus 17                                               |
| dm 1015                                          | 1966             | Camaleonti                                         | Se ritornerai/Non so che dire                                        |
| dm 1016                                          | 1966             | Camaleonti                                         | La libertà/Non c'è più nessuno                                       |
| dm 1017                                          | 1966             | Rogers                                             | Ma con chi/Se con me vuoi tornar/Guardo l'ora                        |
| dm 1018                                          | 1966             | I Bristol's                                        | Tu non puoi capire/Prati neri                                        |
| dm 1019                                          | 1966             | Cavernicoli                                        | Non hai pietà/Se vuoi restare sola                                   |
| DM 1020                                          | 1966             | Mark Richardson                                    | I'm your puppet/See see rider                                        |
| DM 1021                                          | 1966             | Lem 15                                             | Ricordati di me/Nella sera                                           |
| DM 1022                                          | 1967             | Delia                                              | Io protesto/Anche se tu tornerai                                     |
| DM 1023                                          | 1967             | Rogers                                             | Little man/Non chiederò aiuto                                        |
| DM 1024                                          | 3 gennaio 1967   | Paola Neri                                         | La solita ruota/Per me no!                                           |
| DM 1025                                          | 1967             | Camaleonti                                         | Portami tante rose/Una risposta                                      |
| DM 1026                                          | 1967             | The Downbeats                                      | My Back Pages/I Was Kaiser Bills Bath Man                            |
| DM 1027                                          | 1967             | The Pack Rats                                      | Girl, You'll Be A Woman Soon/Here Comes My Baby                      |
| DM 1028                                          | 1967             | Simeone il predicatore                             | Dicono/A questo mondo                                                |
| DM 1029                                          | 1967             | Camaleonti                                         | Alla nostra età/Il mare non racconta mai                             |
| DM 1029 stesso numero di catalogo del precedente | 1967             | Camaleonti                                         | Il mare non racconta mai/Lo stesso giorno, la stessa ora             |
| DM 1030                                          | 1967             | Barimar                                            | Paris mon amour/Vecchia Spagna                                       |
| DM 1031                                          | 1967             | Claretta                                           | Fuoco di paglia/Dimmelo piano                                        |
| DM 1034                                          | 1967             | Victor Del Duca                                    | Addio Lara/Vivere per vivere                                         |
| DM 1035                                          | 1967             | The Kansas boys                                    | Brown eyed girl/Glory of love                                        |
| DM 1036                                          | 1967             | Camaleonti                                         | Ora ho capito/Senza di te che farò                                   |
| DM 1037                                          | 1967             | Luciano Secchi                                     | Un'ora sola ti vorrei/Ciao, non piangere                             |
| DM 1039                                          | 1967             | Domi Serengay con Barimar e il suo complesso       | Turin 'd seira/Giôanin Pet Pet Sigàla                                |
| DM 1040                                          | 1967             | Domi Serengay e i Barimar                          | L'arbitro/Sposte nen                                                 |
| DM 1041                                          | 1967             | Armando Stula                                      | Anima mia/Sai che non è giusto                                       |
| DM 1046                                          | 1967             | Camaleonti                                         | Ci vuole poco/Credo                                                  |
| dm 1047                                          | 1967             | The Kansas boys                                    | Woman woman/Next plane to London                                     |
| dm 1050                                          | 1967             | Armando Stula                                      | Ditelo a me/L'ultima spiaggia                                        |
| dm 1051                                          | 1968             | Mario Scrivano                                     | Promesse/Amerò                                                       |
| dm 1052                                          | 1968             | Emy                                                | Cento nuvole/La felicità                                             |
| dm 1053                                          | 1968             | Leonardo Zeta                                      | Cenere/Tornerò                                                       |
| dm 1055                                          | 1968             | The Pipers                                         | Un sogno dopo l'altro/Anni '30                                       |
| dm 1056                                          | 1968             | The Pipers (sul lato A) Leonardo Zeta (sul lato B) | Anni '30/Cenere                                                      |
| dm 1061                                          | 1968             | Camaleonti                                         | Punto bianco/Non cade il mondo                                       |
| dm 1062                                          | 1968             | The Kansas Boys                                    | Glory of love/Brown eyed girl                                        |
| dm 1063                                          | 1968             | Alì Guerrino                                       | Avanti e indrè/Un po' di luna                                        |
| dm 1064                                          | 1968             | Uh!                                                | Sola sola/Piccola                                                    |
| DM 1065                                          | 1968             | Claretta                                           | Nuvole/Nel vento                                                     |
| dm 1067                                          | 1968             | Poeti                                              | Ti ho vista piangere/Non piangerei                                   |
| dm 1068                                          | 1968             | I Condor                                           | Serenata a Zena/Zuventù muderna                                      |
| DM 1069                                          | 1968             | Emy Castellini                                     | Stelle/Tu non mi vuoi                                                |
| DM 1070                                          | 1968             | Manuela Moneta e I Full                            | Pinocchio/Carissimo Pinocchio                                        |
| DM 1071                                          | 1968             | Uh!                                                | Un lago blu/La mia storia                                            |
| DM 1074                                          | 1968             | I Romantici                                        | Lasciami cantare una canzone/Quando dicesti sì                       |
| DM 1075                                          | 1968             | I Ragazzi del Sole                                 | Semplici parole/Se giro gli occhi                                    |
| DM 1077                                          | 1968             | Marcello e i Barimar's                             | L'estate è finita/Un quadro senza età                                |
| DMP 1079                                         | 1968             | Orchestra Giorgio Santiano                         | Tramonto di un amore/Estate meravigliosa                             |
| DM 1086                                          | 1968             | Giulio Di Dio                                      | Il volo del calabrone/L'ultima ora                                   |
| DM 1087                                          | 1968             | Vladislav Piavko                                   | Occhi neri/Corobéinichi                                              |
| DM 1088                                          | 1968             | Le Volpi Blu                                       | Troverai la strada/Complimenti Graziella                             |
| DM 1089                                          | 1968             | I Fratellini                                       | È così che ci amiamo/Forte                                           |
| DM 1090                                          | 1969             | Marcello e i Barimar's                             | Che senso ha/Estate meravigliosa                                     |
| DM 1091                                          | 1969             | Attilio e gli Uh!                                  | Io non ti prego/Una notte matta                                      |
| DM 1092                                          | 1969             | Nino Cassani                                       | Non ti vedrò mai più/Come il vento                                   |
| dm 1093                                          | 1969             | Mario Scrivano                                     | Biafra/Miserere per Praga                                            |
| dm 1094                                          | 13 maggio 1969   | Ennio Lory                                         | Il cielo è un ponte/Non è più sognare                                |
| DM 1099                                          | 1969             | I Vocalmen                                         | La paloma blanca/Da te era bello restar                              |
| DM 1101                                          | 1969             | Mike Soregaroli                                    | Niente lacrime/La mia vita (solo e sempre noi)                       |
| DM 1103                                          | 1969             | Lem 15                                             | Nella sera/Ricordati di me                                           |
| DM 1104                                          | 1969             | Leo Santo e gli Unici                              | Nulla/Sogno Giulietta                                                |
| DM 1105                                          | 1969             | Mario Scrivano                                     | Ho provato a morire/Sole in città                                    |
| dm 1106                                          | 1969             | Poeti                                              | Canto d'amore/Storie                                                 |
| dm 1107                                          | 1969             | Uh!                                                | Una porta chiusa/Un brutto sogno                                     |
| dm 1108                                          | 1969             | I Ragazzi del Sole                                 | Più felicità/Shabada                                                 |
| dm 1109                                          | 1969             | Les double faces                                   | Fine di un amor/Una storia vera                                      |
| DM 1110                                          | 1969             | Marcello e i Barimar's                             | La povera gente/I poveri cristi                                      |
| DM 1111                                          | 1969             | Mario Scrivano                                     | Se tu sapessi amare/Grazie amore                                     |
| DM 1112                                          | 1969             | Danilo Dany                                        | Bianca/Nella gran città                                              |
| DM 1113                                          | 1969             | Layla                                              | La mia felicità/Prendi quella rondine                                |
| DM 1114                                          | 1969             | Germana Caroli                                     | È troppo tardi/Va via                                                |
| DM 1115                                          | 1969             | Lino Stilone                                       | Amore mio/Sono stato sempre un duro                                  |
| dm 1116                                          | 1970             | Gianni Giuffrè                                     | Una vita nuova/Un pezzo di luna                                      |
| dm 1117                                          | 1970             | Mario Scrivano                                     | Rido/Maria                                                           |
| dm 1118                                          | 1970             | Armando Stula e Vittoria Solinas                   | Che ne sarà/Fuggire la giovane età                                   |
| dm 1119                                          | 1970             | The Rogers                                         | Cristina/In questa città                                             |
| dm 1120                                          | 8 giugno 1970    | Ennio Lory                                         | Fine dei sogni/Ave Maria d'amore                                     |
| dm 1121                                          | 1970             | Gianna Macor                                       | Bravo/Il mio bugiardo                                                |
| dm 1122                                          | 1970             | Manolito                                           | Perdonami/Un angelo del cielo                                        |
| dm 1123                                          | 1970             | Gianni Giuffrè                                     | Dopo il tempo che è passato/Per questo amore                         |
| dm 1124                                          | 1970             | I Ragazzi del Sole                                 | Nostalgia di te/Nei tuoi pensieri                                    |
| dm 1125                                          | 1970             | Gino Jacobelli                                     | Una notte matta/Quasi mai                                            |
| dm 1126                                          | 1970             |                                                    | Le 8 fiabe più belle del mondo vol. 1                                |
| dm 1127                                          | 1970             |                                                    | Le 8 fiabe più belle del mondo vol. 2                                |
| dm 1128                                          | 1970             | Uh!                                                | Addio sogni miei/Non sono solo                                       |
| dm 1129                                          | 1970             | Franco Tozzi Off Sound                             | Qui/Poco fa                                                          |
| dm 1130                                          | 1970             | Gino Bechi                                         | Ti dirò/È colpa della nonna                                          |
| dm 1131                                          | 1970             | Carlo Gigli                                        | Ricorderai/Telefona sì, telefona no                                  |
| dm 1132                                          | 1970             | Gimmi Donato                                       | Cara Marina/Nel mezzo del cammino                                    |
| dm 1133                                          | 1970             | Flashmen                                           | Una parola/L'incertezza                                              |
| dm 1134                                          | 1970             | Gianni La Commare                                  | Prendi per mano la luna/Dietro i tuoi passi                          |
| dm 1135                                          | 1970             | Gianni Giuffrè                                     | Perché ragazza/La mia donna è lei                                    |
| dm 1136                                          | 25 novembre 1970 | Leo Santo                                          | Dormo per vederti presto/Un angelo                                   |
| DM 1137                                          | 1970             | Barimar's                                          | Sogni proibiti / Ciao riviera                                        |
| dm 1138                                          | 1970             | Rogers                                             | Tocca a te/Io ti penso                                               |
| dm 1139                                          | 1970             | Gigi Ventura                                       | Notte di pioggia/Il divorzio                                         |
| dm 1140                                          | 1970             | Mario Scrivano e i Mack 4                          | Il naufrago/Una favola chiusa                                        |
| dm 1141                                          | 1970             | Mario Scrivano e i Mack 4                          | Dimenticar/I miei amici                                              |
| dm 1143                                          | 1970             | Ivana Cosetta                                      | Dieci volte no, una volta sì/L'uomo che crede/Chitarra d'amore       |
| dm 1145                                          | 1970             | Ivana Cosetta                                      | La grande città/La candela/Cosa mai sarà                             |
| dm 1147                                          | 1971             | Gioia Mariani                                      | L'amore l'amore/Se fossi tua madre                                   |
| DM 1148                                          | 1971             | Franco Tozzi Off Sound                             | Ricordi/Il mio amore per Jusy                                        |
| DM 1149                                          | 1971             | Flashmen                                           | Puoi dirmi ti amo/Un anno in nero                                    |
| DM 1150                                          | 1971             | Uh!                                                | Questo è amore/Il bene che mi vuoi                                   |
| DM 1152                                          | 1971             | Uh!                                                | Dormi qui/Più nessuno al campo                                       |
| DM 1153                                          | 1972             | Flashmen                                           | Un pugno di mosche/Ciao felicità                                     |
| DM 1154                                          | 1972             | Gianna Pindi                                       | Militare non partire/Madonna mia                                     |
| DM 1156                                          | 1972             | Gianna Pindi                                       | Per una volta/Taf Taf                                                |
| dm 1157                                          | 1972             | Flashmen                                           | Guarda/Mes amis                                                      |
| dm 1158                                          | 1972             | Capricorn College                                  | Donna/Gill                                                           |
| dm 1159                                          | 1972             | Esecutori vari (da Giacomo Puccini                 | Coro a bocca chiusa (Madama Butterfly)/Coro atto I (Turandot)        |
| DM 1160                                          | 1973             | Franco Tozzi Off Sound                             | Fiume di metallo/Sassi senza tempo                                   |
| DM 1162                                          | 1973             | Graziano                                           | Amore ciao/Quando il sole tornerà                                    |
| DM 1163                                          | 1973             | Flashmen                                           | È la vita/Una ragazza semplice                                       |
| DM 1165                                          | 1973             | I Ragazzi del Sole                                 | Un esame di coscienza/Piangi per te                                  |
| DM 1166                                          | 1973             | Mary & Susy                                        | E mi lascio' da sola/Din don dan                                     |
| DM 1167                                          | 1974             | Flashmen                                           | Sempre e solo lei/I giorni del sole                                  |
| DM 1168                                          | 1974             | Emy Cesaroni                                       | Che cosa siamo noi/Adesso tocca a me                                 |

### 45 giri - Serie K (1974-1977)
| Numero di catalogo                               | Anno | Interprete            | Titoli                                                                  |
| ------------------------------------------------ | ---- | --------------------- | ----------------------------------------------------------------------- |
| K 505                                            | 1974 | Gianni Innocenzi      | Sembravano coriandoli/Perché perché perché/Ti voglio/Vecchia valigia    |
| K 512                                            | 1974 | Theodoro re dei poeti | Jumbo rock/Preparati bambina                                            |
| K 514                                            | 1974 | Barimar               | Pianura Padana/Campagna in fiore                                        |
| K 517                                            | 1974 | Orchestra Balzola     | Evviva Alassio/Ciao Riviera                                             |
| K 519                                            | 1974 | Gianni Giuffré        | Non ci sarà un'altra/Un sole non è/Un qualcosa di vero/Forse sono io    |
| K 520                                            | 1974 | Gianni Martino        | Ballo con lei/Il tuo nome non scorderò                                  |
| K 521                                            | 1974 | Barimar               | Skylab/il nostro tango                                                  |
| K 525                                            | 1974 | Barimar & His Group   | Ho incontrato lei/Dammi la mano                                         |
| K 526                                            | 1975 | Barimar & His Group   | Non vedo mai lei/Noi due                                                |
| K 527 ( EP )                                     | 1975 | Barimar & His Group   | Lungo il fiume/Il tuo respiro/L'innocenza di un bambino/Un grande amore |
| K 528                                            | 1975 | Satu Markuskela       | Il mondo è rosa/Romanza Tzigana                                         |
| K 528 (stesso numero di catalogo del precedente) | 1975 | Orchestra Elvio Monti | Ho lasciato la mia gente/Una cosa che vale                              |
| K 529                                            | 1976 | Complesso Montezuma   | Cuernavaca/Montezuma                                                    |
| K 531                                            | 1977 | Sigillo di Horus      | Hot dance/Stringimi forte                                               |

### 45 giri - Serie 5100 xxx (1974-1976)
| Numero di catalogo | Anno | Interprete                                         | Titoli                                     |
| ------------------ | ---- | -------------------------------------------------- | ------------------------------------------ |
| 5100 402           | 1974 | Albert Verrecchia con l'orchestra di Nicola Samale | Un fiocco nero per Deborah/A Black Ribbon  |
| 5100 403           | 1974 | La Nuova Età                                       | Zumme zumme/Sul bambalù                    |
| 5100 405           | 1974 | Flashmen                                           | Vestita di ciliegie/Restare con te         |
| 5100 406           | 1974 | Mario Scrivano                                     | In un solo momento/La nostra bandiera      |
| 5100 407           | 1974 | Capricorn College                                  | Una donna come te/La vita                  |
| 5100 408           | 1974 | Giorgio Bristol                                    | Stasera stai qui/Non amerò mai più nessuna |
| 5100 409           | 1975 | Giullari                                           | Parlando di te/From charing                |
| 5100 410           | 1975 | I Gregor                                           | Lasciami un sorriso/Samba pamela           |
| 5100 411           | 1975 | Michelino e il suo complesso                       | Domani senza te/Tema di Sabrina            |
| 5100 412           | 1975 | I Quid                                             | Profumi di fiori/Non riesco a dirti no     |
| 5100 413           | 1975 | Roberto Alfredsson                                 | Lady Arianna/Bambola blu                   |
| 5100 414           | 1975 | Renato Janne                                       | Ci penso/Ma un'altra donna                 |
| 5100 416           | 1975 | Al Barbero                                         | Nel mondo senza amore/Il vento dei ricordi |
| 5100 417           | 1975 | Manila                                             | Françoise/In silenzio con te               |
| 5100 418           | 1975 | Pino Riccardi                                      | Ed era amore/Ah!Susanna                    |
| 5100 419           | 1975 | Free Born Trust                                    | Andati via i sogni/Quel che mi resta       |
| 5100 421           | 1976 | Assunta Quercioli                                  | Ho lasciato la mia gente/Una cosa che vale |
| 5100 422           | 1976 | Giorgio Maffi                                      | Il patacca/La domenica                     |
| 5100 423           | 1976 | Anton Luca                                         | Se la gente parla/Festa grande             |
| 5100 424           | 1976 | Edoardo Dubini                                     | Io poeta/Illusione                         |
| 5100 425           | 1976 | Mario Scrivano                                     | Se non è amore che cos'è/Isabelle          |
| 5100 426           | 1976 | Sigillo di Horus                                   | Io e te/Tu sei il mio uomo                 |

### 45 giri - Serie Casual (1976-1980)
| Numero di catalogo | Anno | Interprete         | Titoli                                |
| ------------------ | ---- | ------------------ | ------------------------------------- |
| CS 3058            | 1979 | Carlo Pierangeli   | Ciao Turin/Valentino Valentino        |
| CS 3059            | 1979 | Carlo Pierangeli   | Sotto i ponti del Po/Torino di notte  |
| CS 3062            | 1979 | I Ragazzi del Sole | To find my way/Fiaba                  |
| CS 3063            | 1979 | Vasso Ovale        | Innamorati/Oasi                       |
| CS 3064            | 1979 | La Nuova Formula   | E gli uccelli volano/Caffè express    |
| CS 3070            | 1979 | Gli Araldi         | Serenata vagabonda/Voce di strada     |
| CS 3078            | 1980 | Michelino Group    | Baby/Maddalena                        |
| CS 3079            | 1980 | Alfredo Vitali     | Maestro d'amore/Fallo per me          |
| CS 3081            | 1980 | Edo Puma           | Vattene via/Io non c'entro            |
| CS 3083            | 1980 | Angelo Fiumara     | Una storia a metà/Donna               |
| CS 3096            | 1980 | Pietro Badagliacco | L'errore di fuggire/Ma tu chi sei     |
| CS 3106            | 1980 | Cesare Carbonari   | Baby Boogie/Per un pezzo di formaggio |

### 45 giri - Serie Casual (1981-1984)
| Numero di catalogo | Anno | Interprete         | Titoli                               |
| ------------------ | ---- | ------------------ | ------------------------------------ |
| KANNP 500          | 1981 | Alexander Cervino  | Facile/Lo spazio                     |
| KANNP 502          | 1981 | Primi Passi        | La novia/L'amico                     |
| KANNP 503          | 1982 | Carlos Cosmo       | Camminerò, camminerai/Tic tac        |
| KANNP 504          | 1982 | Tony Verga         | Ti voglio bene/Questa fisarmonica    |
| KANNP 505          | 1982 | Diego Pepe         | Per Annamaria/Vedo blu               |
| KANNP 507          | 1983 | Lettera Aperta     | Lo confessi signora/Anima di zingara |
| KANNP 508          | 1983 | Stefano Giannini   | Se tu lo vuoi/Santa Monica           |
| KANNP 509          | 1983 | I Ragazzi del Sole | Nel giardino di Tamara/Santa Monica  |
| KANNP 510          | 1984 | Domenico Seren Gay | Il fox delle rose/Sfinge             |

### 45 giri - serie Lunapark
La Kansas diede vita anche a una serie di 45 giri a prezzo economico denominata Lunapark, con ristampe del catalogo principale effettuate dopo qualche anno, generalmente in busta generica forata, ed una numerazione a parte.
| Numero di catalogo | Anno           | Interprete  | Titoli                              |
| ------------------ | -------------- | ----------- | ----------------------------------- |
| LK 1               | 2 gennaio 1970 | Fratellini  | È così che ci amiamo/Forte          |
| PARK 28002         | 1971           | Zeno        | È finita l'estate/Ci sono già stato |
| PARK 28011         | 1972           | I Poko Poko | Muore un giorno/Siamo insieme       |
| PARK 28020         | 1972           | I Flashmen  | Fortuna e ragione/Sogni e delusioni |

### 45 giri - serie sportiva
Nel 1968 la Kansas pubblicò una serie di 45 giri a tema sportivo, con una numerazione a parte, affidati a vari interpreti.
| Numero di catalogo | Anno | Interprete | Titoli                             |
| ------------------ | ---- | --- | ---------------------------------- |
| POP.K.301          | 1968 | Domenico Serengay                                                                                                   | Forza Juve/Gioanin Pet Pet Sigàla  |
| POP.K.302          | 1968 | Giorgio Serengay con l'orchestra del maestro Marco Antony (sul lato A)/Domenico Serengay (sul lato B)               | Forza Toro/Gioanin Pet Pet Sigàla  |
| POP.K.303          | 1968 | Domenico Serengay                                                                                                   | Forza Milan/L'arbitro              |
| POP.K.304          | 1968 | Adriano Valle (sul lato A)/Luciano e i Barimar                                                                      | Forza Inter/L'arbitro              |
| POP.K.305          | 1968 | Esecutori vari | Forza Genoa/Serenata a Zena        |
| POP.K.306          | 1968 | Esecutori vari | Forza Sampdoria/Serenata a Zena    |
| POP.K.307          | 1975 | Serengay con l'orchestra del maestro Marco Antony (sul lato A)/Luciano Virgili con l'orchestra Barimar (sul lato B) | W la Fiorentina/Campane fiorentine |